# Битва при Ноайне
Битва при Ноайне (фр. Bataille de Noain) или Битва при Эскиросе — одно из сражений Итальянской войны 1521—1526 годов, произошедшее 30 июня 1521 года в Наварре недалеко от Памплоны и закончившееся победой испанских войск над франко-наваррской армией.

## Предыстория
Королевство Наварра было аннексировано королем Фердинандом II Арагонским в 1512 году и официально присоединено к Кастилии в 1515 году, став частью Королевства Испания. После неудачной попытки Жана III д’Альбре вернуть себе наваррский престол в 1516 году его сын и законный наследник престола Наварры Генрих II увидел возможность заявить о своих правах, пока кастильская армия была занята борьбой с восстанием комунерос.
Генрих II послал большую франко-наваррскую армию под командованием генерала Андре де Фуа, синьора Леспарра, через Пиренеи, состоящую из 12 000 пехотинцев, 800 конных рыцарей и 29 орудий. При поддержке населения, менее чем за три недели, вся Наварра перешла под контроль де Фуа. Единственная опасность исходила от кастильского гарнизона Памплоны во главе с Игнатием Лойолой. Лойола был тяжело ранен, тщетно пытаясь защитить городской замок. Затем армия де Фуа вторглась в Кастилию и осадила Логроньо.
Тем временем восстание комунерос было подавлено, и испанцы смогли собрать огромную армию в 25 000 человек и контратаковать в Наварре. 11 июня де Фуа снял осаду Логроньо и отступил обратно в Наварру. 30 июня обе армии встретились недалеко от Памплоны.

## Ход сражения
Битва велась на широкой равнине между Ноайном и Памплоной. Численность испанских войск возросла до более 30 000 человек под командованием Иньиго Фернандеса де Веласко, коннетабля Кастилии и герцога Нахеры, наместника Наварры.
Несмотря на трехкратное численное превосходство испанцев, де Фуа предпринял неожиданную атаку, застав противника врасплох. Однако в этот момент Фадрике Энрикес провел свою конницу через хребет Сьерра-де-Эрреньега и ударил французам в тыл.
Битва продолжалось в течение нескольких часов, и, наконец, основная часть армии де Фуа была вынуждена сдаться, потеряв около 5000 человек. Сам Андре де Фуа был ранен в глаз и оказался среди пленных. Позднее он был освобожден за большой выкуп.

## Результаты
Эта битва навсегда решила будущее Наварры как части Испании. Остальная часть региона была возвращена испанцами в последующие дни без сопротивления. Нижняя Наварра поначалу оставалась вне контроля испанцев, но в последующие 7 лет была занята после нескольких экспедиций. В сентябре 1521 года король Генрих II, поддержанный Франциском I Французским, организовал еще одно вторжение, на этот раз в прибрежные районы Наварры, но также без успеха. Наварра осталась предметом франко-испанского спора и регионом трансграничных столкновений еще на столетие, вплоть до воцарения Генриха III Наваррского (Генриха IV Французского).
Ныне на поле битвы установлен памятник, у которого ежегодно в последнее воскресенье июня собираются сторонники независимости Наварры.